# Глендейл (Аризона)
Ґлендейл (англ. Glendale від glen МФА: [glen] i dale МФА: [deɪl] — «долина») — місто (англ. city) в США, в окрузі Марікопа штату Аризона, частина агломерації міста Фінікс. Населення — 248 325 осіб (2020).
Ґлендейл називають «Аризонською старовинною столицею». У центрі міста розташована популярна торгова площа «Арровгед-Таун-центр».
Тут розміщено Середньозахідний університет (англ. Midwestern University), фінікську першу медичну школу, Школу світового управління «Тандербірд» (англ. Thunderbird School of Global Management). Заплановане будівництво лінії легкого наземного метрополітену «МЕТРО», що відновить колишню Фінікську вуличну залізницю 1911–1926 років.

## Географія
Ґлендейл розташований за 14 км на північний захід від центру Фінікса за координатами 33°31′59″ пн. ш. 112°11′24″ зх. д. / 33.53306° пн. ш. 112.19000° зх. д. (33.533111, -112.189901).  За даними Бюро перепису населення США в 2010 році місто мало площу 155,74 км², з яких 155,34 км² — суходіл та 0,40 км² — водойми.

## Демографія
Згідно з переписом 2010 року, у місті мешкала 226 721 особа в 79 114 домогосподарствах у складі 54 721 родини. Густота населення становила 1456 осіб/км².  Було 90505 помешкань (581/км²).
Расовий склад населення:
| - 67,8 % — білих - 6,0 % — чорних або афроамериканців - 3,9 % — азіатів - 1,7 % — корінних американців - 0,2 % — вихідців з тихоокеанських островів - 16,4 % — осіб інших рас |

До двох чи більше рас належало 4,0 %. Частка іспаномовних становила 35,5 % від усіх жителів.
За віковим діапазоном населення розподілялося таким чином: 28,0 % — особи молодші 18 років, 62,8 % — особи у віці 18—64 років, 9,2 % — особи у віці 65 років та старші. Медіана віку мешканця становила 32,5 року. На 100 осіб жіночої статі у місті припадало 96,6 чоловіків;  на 100 жінок у віці від 18 років та старших — 93,8 чоловіків також старших 18 років.
Середній дохід на одне домашнє господарство  становив 61 552 долари США (медіана — 46 776), а середній дохід на одну сім'ю — 70 006 доларів (медіана — 54 866). Медіана доходів становила 40 093 долари для чоловіків та 35 844 долари для жінок. За межею бідності перебувало 21,7 % осіб, у тому числі 31,6 % дітей у віці до 18 років та 9,7 % осіб у віці 65 років та старших.
Цивільне працевлаштоване населення становило 103 373 особи. Основні галузі зайнятості: освіта, охорона здоров'я та соціальна допомога — 21,3 %, роздрібна торгівля — 14,2 %, науковці, спеціалісти, менеджери — 11,3 %, мистецтво, розваги та відпочинок — 9,0 %.

## Спорт

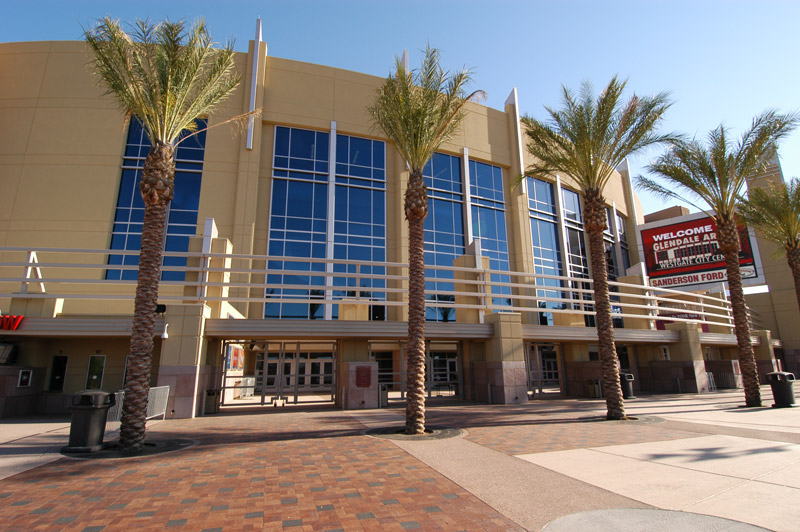
Jobing.com арена

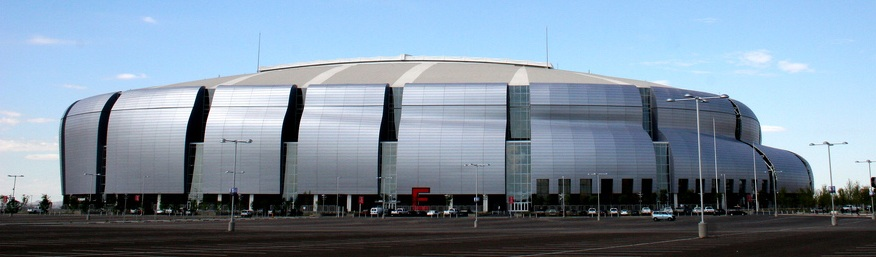
Стадіон Університету Фінікса

У місті Ґлендейл — дві професійні команди: «Фінікс Койотс» (англ. Phoenix Coyotes) — професійна хокейна команда, член Національної хокейної ліги, грає з часу відкриття Jobing.com-арена (колишня «Ґлендейл арена») у грудні 2003 року. «Аризона Кардиналз» (англ. Arizona Cardinals) є членом Національної футбольної ліги грає на новому стадіоні Університету Фініксу.